# Aïn Tolba
Aïn Tolba è un comune dell'Algeria, situato nella provincia di ʿAyn Temūshent.